# Joseph-Édouard Turcotte
Pour les articles homonymes, voir Turcotte.
Joseph-Édouard Turcotte, né à Gentilly au Bas-Canada en 1808, est un avocat et homme politique canadien.
Il étudie au Séminaire de Nicolet de 1821 à 1829. Il exerce ensuite la profession d'avocat à Québec avant de s'installer à Trois-Rivières en 1839, où il est élu maire de 1857 à 1863. Il est reconnu pour sa contribution à la mise en valeur de Trois-Rivières. Plus précisément, l'aménagement de la zone portuaire et des infrastructures ferroviaires. Il est aussi propriétaire (et rédacteur en chef) du Journal des Trois-Rivières, de 1847 à 1853, et l'un des fondateurs du Collège des Trois-Rivières (futur Séminaire Saint-Joseph) en 1860. Il est nommé conseiller de la reine en 1847.
Il est député de l'Assemblée législative de la province du Canada. Il est élu dans Saint-Maurice en 1841 et 1851. Également député dans Maskinongé en 1854 et dans Champlain en 1858, puis dans Trois-Rivières en 1861 et 1863. Il a été solliciteur général du Bas-Canada, de 1847 à 1848, bien que sans siège.
Mort à Trois-Rivières, en 1864. il était le père d'Arthur Turcotte et de Gustave-Adolphe Turcotte.